# 王成家
王成家，中华人民共和国政治人物、外交官。

## 生平
1995年，接替朱祥忠，担任中华人民共和国驻智利大使。1998年，由张沙鹰接任。1999年，接替刘培根，担任中华人民共和国驻古巴大使。

## 家庭
已婚，妻子是赵秀芳。